# Ionização

Ionização é o processo pelo qual um átomo ou uma molécula adquire uma carga negativa ou positiva ao ganhar ou perder elétrons, respectivamente, geralmente em conjunto com outras alterações químicas. O átomo ou molécula eletricamente carregado resultante é chamado de íon. A ionização pode resultar da perda de um elétron após colisões com partículas subatômicas, colisões com outros átomos, moléculas e íons, ou através da interação com radiação eletromagnética. A clivagem da ligação heterolítica e as reações de substituição heterolítica podem resultar na formação de pares de íons. A ionização pode ocorrer por decaimento radioativo pela conversão internaprocesso, no qual um núcleo excitado transfere sua energia para um dos elétrons da concha interna, causando sua ejeção.

## Uso
Exemplos cotidianos de ionização de gás são como dentro de uma lâmpada fluorescente ou outras lâmpadas de descarga elétrica . Também é usado em detectores de radiação, como o contador Geiger-Müller ou a câmara de ionização. O processo de ionização é amplamente utilizado em uma variedade de equipamentos na ciência fundamental (por exemplo, espectrometria de massa) e na indústria (por exemplo, terapia de radiação).

## Produção de íons
Os íons com carga negativa são produzidos quando um elétron livre colide com um átomo e é posteriormente preso dentro da barreira do potencial elétrico, liberando qualquer excesso de energia. O processo é conhecido como ionização por captura de elétrons.
Os íons carregados positivamente são produzidos pela transferência de uma quantidade de energia para um elétron ligado em uma colisão com partículas carregadas (por exemplo, íons, elétrons ou Pósitron) ou com fótons. A quantidade limite da energia necessária é conhecida como Potencial de ionização. O estudo de tais colisões é de fundamental importância em relação ao problema de poucos corpos , que é um dos principais problemas não resolvidos da física. Experimentos cinemáticos completos, ou seja, experimentos nos quais o vetor de momento completo de todos os fragmentos de colisão (o projétil disperso, o íon-alvo de recuo e o elétron ejetado) são determinados contribuíram para grandes avanços na compreensão teórica dos poucos problema nos últimos anos.
A ionização adiabática é uma forma de ionização na qual um elétron é removido ou adicionado a um átomo ou molécula em seu estado de energia mais baixo para formar um íon em seu estado de energia mais baixo. 
A descarga de Townsend é um bom exemplo da criação de íons positivos e elétrons livres devido ao impacto de íons. É uma reação em cascata envolvendo elétrons em uma região com um campo elétrico suficientemente alto em um meio gasoso que pode ser ionizado, como o ar . Após um evento de ionização original, devido a radiação ionizante, o íon positivo é direcionado para o cátodo , enquanto o elétron livre é direcionado para o ânodo dispositivo. Se o campo elétrico é forte o suficiente, o elétron livre ganha energia suficiente para liberar um elétron adicional quando, em seguida, colidir com outra molécula. Os dois elétrons livres viajam em direção ao ânodo e ganham energia suficiente do campo elétrico para causar ionização de impacto quando as próximas colisões ocorrerem; e assim por diante. Esta é efetivamente uma reação em cadeia da geração de elétrons e depende dos elétrons livres que ganham energia suficiente entre as colisões para sustentar a avalanche. 
Eficiência de ionização é a razão entre o número de íons formados e o número de elétrons ou fótons utilizados.

## Descrição semi-clássica de ionização
A física clássica e o modelo de Bohr do átomo podem explicar qualitativamente a Fotoionização e a ionização mediada por colisão. Nesses casos, durante o processo de ionização, a energia do elétron excede a diferença de energia da barreira potencial que está tentando passar. A descrição semi-clássica, no entanto, não pode descrever a ionização de túneis, pois o processo envolve a passagem de elétrons através de uma barreira potencialmente proibida classicamente.

## Descrição mecânica quântica da ionização
A interação de átomos e moléculas com pulsos de laser suficientemente fortes leva à ionização para isolar ou multiplicar íons carregados. A taxa de ionização, ou seja, a probabilidade de ionização em unidade de tempo, só pode ser calculada usando a mecânica quântica. Em geral, as soluções analíticas não estão disponíveis e as aproximações necessárias para cálculos numéricos gerenciáveis não fornecem resultados precisos o suficiente. No entanto, quando a intensidade do laser é suficientemente alta, a estrutura detalhada do átomo ou molécula pode ser ignorada e a solução analítica para a taxa de ionização é possível.

### Túnel ionização
A ionização do túnel é a ionização devido ao tunelamento quântico. Na ionização clássica, um elétron deve ter energia suficiente para ultrapassar a barreira potencial, mas o tunelamento quântico permite que o elétron simplesmente atravesse a barreira potencial em vez de percorrer todo o caminho por causa da natureza das ondas do elétron. A probabilidade de um túnel de elétron através da barreira cair exponencialmente com a largura da barreira potencial. Portanto, um elétron com uma energia mais alta pode aumentar a barreira potencial, deixando uma barreira muito mais fina para atravessar o túnel e, portanto, uma chance maior de fazê-lo. Na prática, a ionização do túnel é observável quando o átomo ou molécula está interagindo com fortes pulsos de laser infravermelho próximo. Esse processo pode ser entendido como um processo pelo qual um elétron limitado, através da absorção de mais de um fóton do campo do laser, é ionizado.

Keldysh  modelou o processo MPI como uma transição do elétron do estado fundamental do átomo para os estados de Volkov. Neste modelo, a perturbação do estado fundamental pelo campo do laser é negligenciada e os detalhes da estrutura atômica na determinação da probabilidade de ionização não são levados em consideração. A maior dificuldade com o modelo de Keldysh foi a negligência dos efeitos da interação de Coulomb no estado final do elétron. Como é observado na figura, o campo de Coulomb não é muito pequeno em magnitude comparado ao potencial do laser em distâncias maiores do núcleo. Isso contrasta com a aproximação feita ao negligenciar o potencial do laser nas regiões próximas ao núcleo. Perelomov et al. incluiu a interação de Coulomb em distâncias internucleares maiores. Seu modelo (que chamamos de modelo PPT) foi derivado para potencial de curto alcance e inclui o efeito da interação Coulomb de longo alcance através da correção de primeira ordem na ação quase-clássica. Larochelle et al. compararam as curvas de íon versus intensidade preditas teoricamente de átomos de gás raros interagindo com um laser Ti: Sapphire com medição experimental. Eles mostraram que a taxa total de ionização prevista pelo modelo PPT se encaixa muito bem no rendimento experimental de íons para todos os gases raros no regime intermediário do parâmetro Keldysh.